# NGC 1646
NGC 1646 è una lontana galassia lenticolare situata nella costellazione dell'Eridano, a una distanza di circa 604 milioni di anni luce dalla nostra Via Lattea.

## Scoperta
La galassia è stata scoperta il 30 gennaio 1786 dall'astronomo britannico di origine tedesca William Herschel.

## Descrizione
NED indica che NGC 1646 è una coppia di galassie formata da NGC 1646 NED01 (PGC 15194) e  NGC 1646 NED02; altre fonti considerano NGC 1646 NED02 come un oggetto inesistente o una piccola galassia compatta non associata alla precedente.